# Brazílie na Letních olympijských hrách 1984
Brazílie se účastnila Letní olympiády 1984 v americkém Los Angeles. Zastupovalo ji 147 sportovců (126 mužů a 21 žen) v 17 sportech.

## Medailisté
| Medaile | Jméno | Sport    | Soutěž                    |
| ------- | --- | -------- | ------------------------- |
| Zlato   | Joaquim Cruz | Atletika | Muži 800 m                |
| Stříbro | Ademir Pinga Milton Cruz André Luiz Ferreira Mauro Galvão Antonio José Gil Joâo Leichardt Neto Augilmar Silva Oliveira Silvio Paiva Gilmar Luiz Rinaldi Paulo Santos Davi Cortez Silva Ronaldo Morais Silva Dunga Francisco Carlos Vidal Luiz Carlos Winck       | Fotbal   | Turnaj mužů               |
| Stříbro | Douglas Vieira | Judo     | Muži 95 kg                |
| Stříbro | Ricardo Prado | Plavání  | Muži 400 m polohový závod |
| Stříbro | Daniel Adler Torben Grael Ronaldo Camargo | Jachting | Družstvo mužů Soling      |
| Stříbro | Renan dal Zotto William Carvalho da Silva Fernando d'Àvila Mário Xandó de Oliveira Neto Bernardo Rocha de Rezende Ruy Campos do Nascimento Marcus Vinícius Simões Freire Domingos Lampariello Neto José Montanaro Bernard Rajzman Antônio Carlos Gueiros Ribeiro | Volejbal | turnaj mužů               |
| Bronz   | Walter Carmona | Judo     | Muži 86 kg                |
| Bronz   | Luis Onmura | Judo     | Muži 71 kg                |